# Playa de Mourisca
La playa de Mourisca (también conocida como arenal del Matadero) es una de las playas que pertenecen a la ciudad de Vigo, está situada en la parroquia de Alcabre. Tiene 90 metros de largo por 6 metros de ancho.

## Características
La playa se encuentra localizada en el margen izquierdo del Museo del Mar de Galicia, donde se encuentra un antiguo chalet, hoy en día bordeado por la pasarela en madera que comunica a esta playa con las anteriores por el mismo borde del mar. Cala más tranquila que sus vecinas, al carecer de menos servicios.

## Servicios
Cuenta con rampas de acceso, papeleras y servicio de limpieza.

## Accesos
Al arenal se accede en vehículo rodado hasta el Museo del Mar (avenida Atlántida) desde donde se puede acceder a pie a la playa, situada a la izquierda del mismo. Existe otro acceso peatonal a partir de la anterior playa de los Olmos por una pasarela de madera.
Los autobuses urbanos de Vitrasa que prestan servicios a esta playa son las siguientes líneas: L10, C15B y C15C.

## Otros
Atardeceres y puestas de sol sobre las islas Cíes. Existen otras dos calas diminutas a su derecha, bajo el museo del Mar. Faro del museo.